# 寒河江インターチェンジ
寒河江インターチェンジ（さがえインターチェンジ）は、山形県寒河江市にある山形自動車道のインターチェンジである。

## 歴史
- 1989年（平成元年）7月26日：山形北IC - 寒河江IC間開通に伴い、供用開始[2]。
- 1998年（平成10年）10月28日：寒河江IC - 西川IC間開通[2]。

## 周辺
- 極楽寺
- 天神社
- かっぱ寿司寒河江店
- ファッションセンターしまむら寒河江店

## 接続する道路
- 直接接続
  - 国道112号

## 料金所
料金所は終日無人のため、一般レーンを利用する場合は自動精算機にて精算することとなる。
- ブース数：4

### 入口
- ブース数：2
  - ETC専用：1
  - 一般：1

### 出口
- ブース数：2
  - ETC専用：1
  - 一般：1

## 隣
E48 山形自動車道
(6)山形JCT - (7)寒河江IC - (7-1)寒河江SA/スマートIC/BS - (8)西川IC